# Sarcorrhiza
Sarcorrhiza es un género monotípico perteneciente a la familia de las apocináceas con una única especie: Sarcorrhiza epiphytica Bullock.  Es originaria de África donde se encuentra en el Congo y Tanzania.

## Descripción
Son arbustos epífitas; cuyos órganos subterráneos tienen hasta cinco tubérculos oblongo-ovoides, de color rojizo-marrón de 8-9 cm de largo y  de 3,5 cm de diámetro; los brotes glabros. Las hojas subsésiles,  de 8 cm de largo, y 2 cm de ancho, oblongas, basalmente redondeadas o cuneadas, el ápice agudo, adaxialmente glabras; con la línea  interpetiolar.
Las inflorescencias son axilares, más cortas que las hojas adyacentes, con 2-4 flores, simples,  sésiles; los pedicelos casi obsoletos; con brácteas florales visibles, triangulares a ovadas. 